# Rheobatrachus silus
La rana gastrica meridionale, conosciuta anche come rana ornitorinco (Rheobatrachus silus Liem, 1973), era un anfibio estinto con un particolare sistema di riproduzione.
Era lunga dai 3,5 ai 5,5 cm, vive 5-10 anni, un esemplare adulto pesava tra i 100 ai 200 g.

## Riproduzione
La femmina estate deponeva 18-25 uova e le covava nello stomaco, ingoiandole una volta fecondate un comportamento noto come "carin brooding". Le uova sopprimevano l'attività digestiva dello stomaco materno, assicurando alle uova uno sviluppo normale. I girini si sviluppavano all'interno delle uova, e alla schiusa, le piccole rane fuoriuscivano dalla bocca della madre.

## Diffusione e habitat
Era una specie interamente acquatica (viveva in fiumi e stagni).Viveva in stagni di foreste pluviali umide, compresi i boschi freschi, montagne, altipiani, pendii pietrosi, e in fiumi, torrenti e acque correnti del Queensland sud-orientale (Australia)  nella località di Montville sopra i 500 metri. Dove può trovare un ambiente ideale per la sua riproduzione e crescita. La perdita di habitat a causa della deforestazione ha contribuito a una drastica riduzione della sua popolazione

## Scoperta, Estinzione e De-estinzione
Questa rana è stata scoperta nel 1973 ed è diventata rapidamente oggetto di preoccupazione della sua sopravvivenza. La popolazione ha subito un declino significativo,
nessun esemplare è stato avvistato dal 1983 principalmente a causa della perdita di habitat e di malattie come la chytridiomicosi causata dal fungo Batrachochytrium Dendrobatidis, ed è stata dichiarata estinta nel 2002. Gli scienziati hanno trovato un esemplare congelato e stanno cercando di reintrodurre questa rana peculiare.